# Bassaricyon neblina
Bassaricyon neblina is een zoogdier uit de familie kleine beren (Procyonidae), behorend tot het geslacht slankberen. De ontdekking van de soort aan de hand van materiaal in de collectie van het Field Museum of Natural History werd op 15 augustus 2013 bekendgemaakt. De soort komt van nature voor in de nevelwouden van de Andes in Colombia en Ecuador.
De soort wordt in het Spaans olinguito, kleine olingo, genoemd, een naam die voorlopig door de Nederlandstalige pers is overgenomen. Het epitheton neblina is een zelfstandig naamwoord en komt van het woord voor "mist" in het Spaans. Het verwijst naar de nevelwouden waarin de soort van nature voorkomt.

## Ontdekking
De soort werd ontdekt toen Kristofer Helgen, zelf curator zoogdieren van het Smithsonian National Museum of Natural History in Washington D.C., onderzoek deed naar de collectie slankberen in het Field Museum of Natural History in Chicago. In 2004 viel het de onderzoeker op dat een aantal exemplaren afwijkende kenmerken had. Zo was de schedel kleiner, week de samenstelling van het gebit af en waren de tanden korter. Daarnaast waren de oren kleiner, de staart korter en de vacht dichter en bonter. Met behulp van DNA-onderzoek werd bevestigd dat het om een aparte soort ging. Daarbij bleek dat een vrouwtje van de soort tussen 1967 en 1974 in het Louisville Zoological Park en het National Zoological Park in Washington D.C. ook al in gevangenschap was gehouden maar niet als verschillend herkend.

## Beschrijving
De totale lengte van het dier is ongeveer 75 centimeter. Het gewicht van een volwassen dier bedraagt ongeveer 900 gram. Daarmee is het de kleinste slankbeer. De snuit is korter en minder spits dan die van de andere soorten. De vacht is langer en dichter dan die van de andere soorten, de oren zijn kleiner en dichter behaard.

## Verspreiding
In het wild werd het dier in 2006 voor het eerst waargenomen in de Andes in het noorden van Ecuador. Daarnaast komt de soort voor in het westen van Colombia. De soort komt voor in nevelwouden tussen 1500 en 2750 meter boven zeeniveau, en is daarmee de hoogst levende slankbeer; de andere soorten leven meer in bossen in het laagland.

## Habitat
De soort leeft exclusief in bomen in vochtige bergbossen (nevelwoud).

## Leefwijze
Bassaricyon neblina eet voornamelijk fruit, maar ook insecten en nectar. Het is een boombewoner die zelden op de grond komt en 's nachts actief is. Het is een behendige springer. De vrouwtjes hebben twee tepels en krijgen waarschijnlijk maar één jong per worp.